# Crazy Ex-Girlfriend
Crazy Ex-Girlfriend —en español: Loca Ex-novia— es el segundo álbum de estudio de artista country estadounidense, Miranda Lambert. El álbum fue lanzado 1 de mayo de 2007 por Columbia Nashville Records y fue producido por Frank Liddell y Mike Wrucke.
Crazy Ex-Girlfriend fue el primer álbum de estudio de Lambert editado bajo el sello Columbia Nashville, en Kerosene de 2005 se publicó el de Epic Nashville Records. El álbum recibió grandes elogios de la crítica, con los críticos comentando sobre el material vengativo de Lambert. El álbum llegó al número uno en Top Country Albums de Estados Unidos y también alcanzó el número 6 en la lista de América en general. Fuera de los cuatro sencillos del álbum, tres fueron grandes éxitos en la lista Billboard Hot Country Songs entre 2007 y 2009. «Gunpowder & Lead», el tercer sencillo del álbum, se convirtió en su primer Top 10 hit en la lista country en 2008. Otros singles engendraron del álbum fueron: «Famous in a Small Town», y «More Like Her.»
A finales de la primavera de 2008, Crazy Ex-Girlfriend ganó el Álbum del Año en Academy of Country Music Awards.

## Lista de canciones
| N.º | Título                   | Escritor(es)                    | Duración |  |
| 1.  | «Gunpowder & Lead»       | Miranda Lambert, Heather Little | 3:11     |  |
| 2.  | «Dry Town»               | David Rawlings, Gillian Welch   | 2:42     |  |
| 3.  | «Famous in a Small Town» | Lambert, Travis Howard          | 4:05     |  |
| 4.  | «Crazy Ex-Girlfriend»    | Lambert, Howard                 | 3:07     |  |
| 5.  | «Love Letters»           | Lambert                         | 2:45     |  |
| 6.  | «Desperation»            | Lambert                         | 3:31     |  |
| 7.  | «More Like Her»          | Lambert                         | 3:28     |  |
| 8.  | «Down»                   | Lambert, Howard                 | 3:55     |  |
| 9.  | «Guilty in Here»         | Lambert, Howard                 | 2:43     |  |
| 10. | «Getting Ready»          | Patty Griffin                   | 3:21     |  |
| 11. | «Easy from Now On»       | Carlene Carter, Susanna Clark   | 4:37     |  |

Best Buy Bonus Track

| N.º | Título                | Escritor(es)             | Duración |  |
| 1.  | «Nobody's Used to Be» | M. Lambert, Rick Lambert | 2:48     |  |

iTunes Bonus Track

| N.º | Título         | Escritor(es)                    | Duración |  |
| 1.  | «Girl Like Me» | Heather Little, Miranda Lambert | 2:55     |  |

Target Bonus Tracks

| N.º | Título                   | Escritor(es)                                    | Duración |  |
| 1.  | «Take It Out on Me»      | Miranda Lambert, Travis Howard, Dennis Matkosky | 3:29     |  |
| 2.  | «I Just Really Miss You» | Lambert, Keith Gattis, Howard                   | 5:23     |  |

## Posicionamiento en listas
| Listas (2007)                     | Mejor posición |
| --------------------------------- | -------------- |
| U.S. Billboard 200                | 6              |
| U.S. Billboard Top Country Albums | 1              |